# 允山镇
允山镇，原是中华人民共和国湖南省永州市江永县下辖的一个乡镇级行政单位，现已撤销。

## 歷史沿革
1995年6月,原允山乡、井边乡、厂子铺乡合并为允山镇。
2015年12月24日，允山镇撤銷，原允山镇的大畔、瓦扎湾、小古源、大古源、管家、中桂、杉木冲、山口、莲塘、古楼、瓦屋、井边、玉井13个建制村划归千家峒瑶族乡管辖；将高泽源林场代管的大源建制村划归桃川镇管辖。

## 行政区划
允山镇下辖以下地区：
允山社区、向光村、石角村、乌昔巢村、锦堂美村、溪美村、山爻头村、大古源村、中桂村、瓦扎湾村、油田村、层家村、阳家村、大坝村、峨石村、回岗村、西村、上村、枇杷井村、圣人山村、塘子下村、下界头村、何家湾村、上欧村、上杨村、上界头村、周家塘村、神口村、莲塘村、玉井村、小古源村、管家村、大畔村、古楼村、山口村、井边村、杉木冲村、车田村、瓦屋村和古宅新村。